# Ana Fidelia Quirot
Ana Fidelia Quirot (Palma Soriano, 23 maart 1963) is een Cubaanse voormalige middellangeafstandsloopster, die gespecialiseerd was in de 400 en 800 m. Ze is tweevoudig wereldkampioene op de 800 m, is op die afstand in het bezit van het Noord- en Midden-Amerikaanse record en heeft bovendien op de 600 m het officieuze wereldrecord in handen. Zij nam tweemaal deel aan de Olympische Spelen en veroverde bij die gelegenheden eenmaal zilver en eenmaal brons.

## Loopbaan
Op de Olympische Spelen van 1992 in Barcelona won Ana Quirot op de 800 m een bronzen medaille achter de Nederlandse Ellen van Langen (goud) en de Russische Lilia Noeroetdinova (zilver). Op de wereldkampioenschappen van 1991 in Tokio won ze zilver.
In 1993 overkwam haar in Havanna een tragisch ongeluk, toen in de keuken van Quirot, die op dat moment zes maanden zwanger was, een kerosinekoker ontplofte. Ze liep hierbij zware brandwonden op en haar kind kwam veel te vroeg ter wereld in het ziekenhuis, toen ze vocht voor haar leven. Haar baby overleed een week na de geboorte. Quirots sportcarrière leek beëindigd, maar na talloze operaties begon ze weer te trainen. Eind 1993 won ze een zilveren medaille op de Centraal-Amerikaanse Spelen achter de Surinaamse atlete Letitia Vriesde. In 1995 won ze de 800 m op het WK in Göteborg.
Op de Olympische Spelen van 1996 in Atlanta moest Ana Quirot als favoriete voor het goud genoegen nemen met een zilveren medaille. Ze eindigde achter de Russische Svetlana Masterkova (goud) en voor Maria Mutola uit Mozambique. Een jaar later op de WK in Athene werd ze kampioene op de 800 m.
Op 2 maart 2001 werd Ana Fidelia Quirot samen met drievoudig wereldkampioene, drievoudig olympisch kampioene Félix Savón en drievoudig olympisch kampioene en tweevoudig wereldkampioene Mireya Luis (volleybal) gehuldigd in een speciaal voor sporters gebouwde stad Ciudad Deportiva. Bij deze verering was president Fidel Castro aanwezig, die de sporters persoonlijk gelukwenste.

## Titels
- Wereldkampioene 800 m - 1995, 1997
- Centraal-Amerikaans en Caraïbisch kampioene 400 m - 1983, 1985, 1989
- Centraal-Amerikaans en Caraïbisch kampioene 800 m - 1985, 1989, 1995, 1997
- Centraal-Amerikaanse en Caraïbisch kampioene 1500 m - 1997
- Ibero-Amerikaans kampioene 400 m - 1983, 1986, 1988
- Ibero-Amerikaans kampioene 800 m - 1986, 1988, 1992, 1996
- Cubaans kampioene 400 m - 1988, 1989, 1991, 1996
- Cubaans kampioene 800 m - 1989, 1991, 1992, 1995, 1996, 1997, 1998
- Cubaans kampioene 1500 m - 1997, 1998

## Persoonlijke records
| Onderdeel | Prestatie    | Datum            | Plaats      |
| --------- | ------------ | ---------------- | ----------- |
| 200 m     | 23,07 s      | 6 augustus 1988  | Havana      |
| 400 m     | 49,61 s      | 5 augustus 1991  | Havana      |
| 600 m     | 1.22,63      | 25 juli 1997     | Guadalajara |
| 800 m     | 1.54,44 (AR) | 9 september 1989 | Barcelona   |
| 1500 m    | 4.13,08      | 3 september 1997 | Andújar     |

## Palmares

### 400 m
- 1983:  Pan-Amerikaanse Spelen - 51,83 s
- 1985:  Universiade - 52,10 s
- 1986:  Centraal-Amerikaanse en Caraïbische Spelen - 51,01 s
- 1987:  Pan-Amerikaanse Spelen - 50,27 s
- 1988:  Grand Prix Finale - 50,27 s
- 1989:  Universiade - 50,73 s
- 1989:  Wereldbeker - 50,60 s
- 1990:  Centraal-Amerikaanse en Caraïbische Spelen - 51,70 s
- 1990:  Grand Prix Finale - 50,31 s
- 1990:  Goodwill Games - 50,34 s
- 1991:  Pan-Amerikaanse Spelen - 49,61 s

### 800 m
- 1985:  Universiade - 1.59,77
- 1986:  Centraal-Amerikaanse en Caraïbische Spelen - 1.59,00
- 1987:  Pan-Amerikaanse Spelen - 1.59,06
- 1987:  Grand Prix Finale - 1.58,80
- 1987: 4e WK - 1.55,84
- 1989:  Universiade - 1.58,88
- 1989:  Wereldbeker - 1.54,44
- 1989:  Grand Prix Finale - 1.59,02
- 1990:  Centraal-Amerikaanse en Caraïbische Spelen - 2.04,85
- 1990:  Goodwill Games - 1.57,42
- 1991:  Pan-Amerikaanse Spelen - 1.58,71
- 1991:  WK - 1.57,55
- 1991:  Grand Prix Finale - 2.01,17
- 1992:  OS - 1.56,80
- 1993:  Centraal-Amerikaanse en Caraïbische Spelen - 2.05,22
- 1995:  WK - 1.56,11
- 1995: 5e Grand Prix Finale - 1.57,16
- 1996:  OS - 1.58,11
- 1997:  WK - 1.57,14
- 1997:  Grand Prix Finale - 1.56,53

## Onderscheidingen
- IAAF-atlete van het jaar - 1989